# Marc Raisière
Marc Raisière (Namen, 13 februari 1963) is een Belgisch bankier en CEO van Belfius Bank.

## Biografie
Raisière studeerde wiskunde en actuariële wetenschappen en was tussen 1996 en 1999 aan de slag bij Fortis AG. Vervolgens ging hij aan de slag bij AXA. Eerst van 1999 tot 2006 voor AXA Belgium, van 2006 tot 2009 voor de AXA Group te Parijs en van 2009 tot 2012 voor AXA France. In 2012 maakte Raisière de overstap naar Belfius Insurance. Op 1 januari 2014 volgde Raisière Jos Clijsters op als voorzitter van het directiecomité van Belfius.
Het weekblad Trends riep Raisière in januari 2017 uit tot Manager de l'année 2016. Raisière kreeg van Trends lof voor de manier waarop hij een virtueel failliete bank rendabel en gerespecteerd heeft gemaakt.
Premier Charles Michel stelde op 31 maart 2017 het strategisch comité voor dat van zijn nationaal strategisch investeringspact 2017-2030 een succes moet maken. Naast Raisière maken ook Michel Delbaere (VOKA), Dominique Leroy (Proximus), Michèle Sioen (ex-VBO), Jean Stéphenne (ex-GSK) en Pieter Timmermans (VBO) deel uit van dit strategisch comité.
Het Franstalige magazine Lobby reikte op 12 december 2017 zijn Lobby Awards 2017. Marc Raisière werd bekroond tot Economisch Leider van het Jaar.
In januari 2021 besliste de federale regering het mandaat van Raisière als voorzitter van het directiecomité van Belfius met vier jaar te verlengen.